# (5927) Krogh
(5927) Krogh  es un asteroide perteneciente al cinturón de asteroides, descubierto el 19 de abril de 1938 por Wilhelm Dieckvoß desde el Observatorio de Hamburgo-Bergedorf, en Alemania.

## Designación y nombre
Krogh se designó inicialmente como 1938 HA.
Más adelante fue nombrado en honor al matemático estadounidense de la NASA  Fred T. Krogh (n. 1937).

## Características orbitales
Krogh orbita a una distancia media del Sol de 3,1528 ua, pudiendo acercarse hasta 2,5122 ua y alejarse hasta 3,7933 ua. Tiene una excentricidad de 0,2031 y una inclinación orbital de 11,1943° grados. Emplea en completar una órbita alrededor del Sol 2044 días.

## Características físicas
Su magnitud absoluta es 12,9. Tiene 15,807 km de diámetro. Su albedo se estima en 0,059.